# Motel California
Motel California é o terceiro álbum de estúdio da banda Ugly Kid Joe, lançado a 22 de Outubro de 1996.

## Faixas
1. "It's A Lie" - 3:01
2. "Dialogue" - 2:27
3. "Sandwich" - 2:46
4. "Rage Against the Answering Machine" - 1:40
5. "Would You Like to Be There" - 3:18
6. "Little Red Man" - 4:02
7. "Bicycle Wheels" - 2:01
8. "Father" - 3:31
9. "Undertow" - 4:31
10. "Shine" - 2:51
11. "Strange" - 4:22
12. "12 Cents" - 4:54